# The Man Who Laughs
The Man Who Laughs is een Amerikaanse stomme melodramafilm uit 1928 onder regie van Paul Leni.

## Verhaal
Gwynplaine heeft altijd een glimlach op zijn gezicht. De koning heeft die erin gesneden uit wraak voor het verraad van zijn vader. Gwynplaine wordt geadopteerd door een rondtrekkend circus en tijdens zijn reizen groeit hij uit tot een populair idool. Bovendien wordt hij verliefd op de blinde Dea.

## Rolverdeling
| Acteur            | Personage         |
| ----------------- | ----------------- |
| Conrad Veidt      | Gwynplaine        |
| Olga Baclanova    | Hertogin Josiana  |
| Mary Philbin      | Dea               |
| Josephine Crowell | Koningin Anna     |
| George Siegmann   | Dr. Hardquanonne  |
| Sam De Grasse     | Koning Jacobus II |
| Brandon Hurst     | Barkilphedro      |
| Cesare Gravina    | Ursus             |